# Slova Mormonova
Slova Mormonova je název oddílu v Knize Mormonově, americkém náboženském díle, které roku 1830 vydal Joseph Smith. Její děj se má odehrávat kolem roku 385 př. n. l. Za autora je tradičně považován prorok Mormon. Autorem však může být také americký teolog z 19,století, Joseph Smith.

## Vznik a pozadí
Slova Mormonova jsou součástí Knihy Mormonovy - náboženské knihy mormonského náboženství, která byla sepsána (přeložena) Josephem Smithem na počátku 19. století. Panují pochyby o to, zda je kniha skutečným historickým dokumentem.

## Obsah
Kniha obsahuje zprávu o úpravě desek s posvátnými texty. Dále jsme svědky sjednání míru králem Benjaminem.
Kniha dnes slouží jako vložka editora (údajně historika Mormona) mezi textem Malých desek Nefiových (knihy 1.Nefi-Kniha Omni) a textem spojených Nefiových desek (Kniha Mosiáš-Kniha Mormon).
Mormon ve svém vyprávění pojednává o dějinných událostech, které se původně nacházely na konci ztracené Knihy Lehi.